# Sénat Wedemeier II
Le sénat Wedemeier II (Senat Wedemeier II) était le gouvernement du Land de Brême du 15 octobre 1987 au 11 décembre 1991, durant la 12e législature du Bürgerschaft. Dirigé par le président du Sénat social-démocrate Klaus Wedemeier, il était soutenu par le seul Parti social-démocrate d'Allemagne (SPD), qui disposait de la majorité absolue au parlement régional.
Il fut formé à la suite des élections régionales du 13 septembre 1987, au cours desquelles le SPD a conservé sa majorité absolue, acquise en 1971, et succédait au sénat Wedemeier I, constitué également du seul SPD.
Le SPD ayant perdu sa majorité absolue aux élections régionales du 29 septembre 1991, il constitua une coalition en feu tricolore avec l'Alliance 90 / Les Verts et le Parti libéral-démocrate (FDP), permettant à Wedemeier de former son troisième Sénat.

## Composition
| Portefeuille | Nom                                   | Nom                                       | Parti |
| --- | ------------------------------------- | ----------------------------------------- | ----- |
| Président du Sénat Sénateur pour les Affaires ecclésiastiques Maire de Brême |                                       | Klaus Wedemeier                           | SPD   |
| Vice-président du Sénat |                                       | Henning Scherf                            | SPD   |
| Sénateur pour l'Intérieur |                                       | Bernd Meyer (jusqu'au 20.11.1988)         | SPD   |
| Sénateur pour l'Intérieur | Intérim de Claus Grobecker            |                                           | SPD   |
| Sénateur pour l'Intérieur | Peter Sakuth (à partir du 06.12.1988) |                                           | SPD   |
| Sénateur pour la Justice, la Constitution et les Sports |                                       | Volker Kröning                            | SPD   |
| Sénateur pour les Finances |                                       | Claus Grobecker                           | SPD   |
| Sénateur pour les Ports, la Navigation et les Transports |                                       | Konrad Kunick                             | SPD   |
| Sénateur pour l'Économie, la Technologie et le Commerce extérieur |                                       | Uwe Beckmeyer                             | SPD   |
| Sénateur pour la Santé |                                       | Intérim de Henning Scherf                 | SPD   |
| Sénateur pour la Santé | Vera Rüdiger (à partir du 26.01.1988) |                                           | SPD   |
| Sénatrice pour la Protection de l'environnement, le Développement urbain et les Travaux publics Sénatrice pour la Protection de l'environnement et le Développement urbain (08.02.1989) |                                       | Eva-Maria Lemke                           | SPD   |
| Sénateur pour les Travaux publics (08.02.1989) |                                       | Konrad Kunick                             | SPD   |
| Sénateur pour l'Éducation, la Science et la Culture |                                       | Horst Werner Franke (jusqu'au 06.02.1990) | SPD   |
| Sénateur pour l'Éducation, la Science et la Culture | Henning Scherf                        |                                           | SPD   |
| Sénateur pour le Travail |                                       | Konrad Kunick (jusqu'au 07.02.1989)       | SPD   |
| Sénateur pour le Travail | Klaus Wedemeier                       |                                           | SPD   |
| Sénateur pour la Jeunesse et les Affaires sociales |                                       | Henning Scherf (jusqu'au 06.02.1990)      | SPD   |
| Sénateur pour la Jeunesse et les Affaires sociales | Sabine Uhl                            |                                           | SPD   |
| Sénateur pour les Affaires fédérales |                                       | Intérim de Klaus Wedemeier                | SPD   |
| Sénateur pour les Affaires fédérales | Vera Rüdiger (à partir du 26.01.1988) |                                           | SPD   |